# Mitologia fenicia
La mitologia fenicia è una delle più antiche mitologie del Mar Mediterraneo.

Scriveva nel 280 d.C. Eusebio, vescovo di Cesarea, che 
La mitologia fenicia non è una mitologia chiusa, sono riconosciuti notevoli ed importanti collegamenti, ed influenze, con le mitologie babilonesi ed egiziane.
Filone di Biblo ha lasciato scritto che i Fenici
La cosmogonia ha inizio con l'unione del Caos primitivo con una divinità. Da questa unione nacque l'uovo cosmico (mot) dalla cui divisione generò il cielo e la terra. 

## Pantheon Cananeo
| Immagine | Divinità (1)                | Caratteristiche | Note            |
| -------- | --------------------------- | --- | --------------- |
|          | Adagoo                      | Divinità dalle caratteristiche ermafrodite, il culto era praticato dai popoli Frigi, a volte assimilata ad Attis; |                 |
|          | Agreo o Agreus              | Inventore della caccia, fratello di Halieo. |                 |
|          | Agros                       | Dio di campi, coltivazioni, viticolture, e del vino, fratello di Agrotes. |                 |
|          | Agrotes                     | Dio della terra, dei cavalli, della caccia e degli indovini. Appare come un auriga, a volte accompagnato da un gruppo di cani, fratello di Agros. |                 |
|          | Agli-Bol                    | Dio del Sole e della Luna. |                 |
|          | Amat-Asherat                | Dea dell'alchimia. Bandita da El nel deserto, riunì creature simili a sfingi, con corpo di leone e testa umana, per combattere Baal. Consorte di Terah, madre di Siba'ni. |                 |
|          | Amunos                      | Dio della vita dei villaggi, fratello di Magus |                 |
|          | Aqhat                       | Figlio di Danel, fratello di Pughat. Eroe mortale, bello e favorito dagli dei, che gli diedero un arco divino. Anat lo volle e ordinò al suo servo Yatpan di ucciderlo per averlo, ma l'arco andò distrutto durante la lotta tra i due. |                 |
|          | Arsay                       | Dea della terra umida e delle paludi. Figlia di Baal. |                 |
|          | Asherat del mare            | Grande dea della saggezza e del mare. Madre degli dei. Moglie di El e sua consigliera, ebbe 70 figli. |                 |
|          | Asherat                     | Dea del matrimonio, della fedeltà e della vita casalinga. Moglie di Baal. Madre di Aleyin, Anat, Pidray, Tallay, e Arsay. |                 |
|          | Alein                       | Alein, Figlio di Baal, dio delle sorgenti, dei corsi d'acqua, della primavera, della vegetazione e della stagione delle piogge. |                 |
|          | Anat                        | Dea vergine della guerra. Figlia di Baal e sorella di Alein, si prendeva cura del mantenimento in vita degli Dei, si occupava direttamente dei sacrifici. |                 |
|          | Astart (Astoreth)           | Dea della fertilità, dell'amore e del piacere. Patrona delle prostitute e degli edonisti. Le prostitute del suo tempio erano famose su tutto il Mare Librum. Appariva come una donna sensuale in una tunica trasparente multicolore. |                 |
|          | Astarte                     | Dea del cielo notturno. |                 |
|          | Attar                       | Dio della prima stella del mattino, tentò di usurpare il trono divino al dio Baal. |                 |
|          | Baal                        | Sovrano degli dei, figlio del dio Dagon, la cui storia è narrata nel ciclo di Baal, dio della pioggia. |                 |
|          | Baalat                      | Madre di tutte le divinità insieme a Eliun. Venerata in particolare a Biblo. |                 |
|          | Baal Berith                 | Idolo sotto cui si giurava per concludere patti e accordi. |                 |
|          | Ba'al Hadad                 | (lett. "Signore dei fulmini"), dio delle tempeste, assimilato dagli altri popoli del Vicino Oriente. Venne poi definitivamente associato al dio Baal. |                 |
|          | Ba'al Hammon                | Dio della fertilità, dell'energia solare e della continuità, patrono di Cartagine e delle altre colonie fenicie dell'Africa mediterranea, consorte di Tanit. |                 |
|          | Baalshamin                  | Dio del cielo. |                 |
|          | Baaltis                     | Dea del cielo, della gioia e della danza. Protettrice delle donne. Sorella spirituale della dea egizia Hathor. Appariva come una donna che indossava un elmo con corna di vacca e un disco al loro centro. |                 |
|          | Beelzebub                   | Dio della putrefazione e della distruzione e signore delle mosche. |                 |
|          | Bauu                        | Dea della notte, moglie di Kolpia. |                 |
|          | Crisoro o Chusor            | Inventore dell'arte di fondere i metalli. Veniva anche considerato un genio della stirpe, per aver prodotto gli arnesi per la pesca e l'agricoltura. Fu l'iniziatore dell'arte della navigazione. Gli viene anche attribuita l'invenzione dell'arte divinatoria. |                 |
|          | Dagon                       | Padre di Ba'al Hammon, dio della fertilità e del raccolto. |                 |
|          | Daggay                      | Dea della nascita. Aiutante di Asherat-del-mare. |                 |
|          | Danel                       | Semidio della verità, della divinazione e della comunità. Nato come eroe mortale, conoscitore di ogni cosa dalla nascita. Domandò giustizia per le vedove, protezione per gli orfani e assistenza contro i saccheggi, figlio di Keret, padre di Aqhat e Pughat. |                 |
|          | El o El Elyon o Eliun       | (lett. "l'Altissimo"), padre degli dei e dio della creazione. |                 |
|          | Eshmun                      | Dio della guarigione, ottavo figlio di Sydyk. Dio della guarigione e della salute. Figlio di El e di Asherat-del-mare. Rappresentato come un uomo di mezza età con una toga bianca e un bastone intorno al quale sono arrotolati due serpenti. |                 |
|          | Geinos                      | Dio dell'agricoltura. Fratello di Technites. |                 |
|          | Gurzil                      | Dio del combattimento e della sete di sangue. Faceva i suoi nemici a pezzi. Patrono dei gladiatori. |                 |
|          | Hadad Rimmon                | Divinità fenicia della vegetazione che si credeva morisse alla fine della stagione dei raccolti per poi rinascere nel periodo delle piogge. |                 |
|          | Halieo o Halieus            | Inventore della pesca, fratello di Agreo. Dio della pesca. Appariva come un tritone cornuto, accompagnato da nereidi. Fratello di Agreus. |                 |
|          | Hasisu                      | Dio del fuoco e della lavorazione dei metalli. Fratello di Kusor. Inventò con suo fratello il ferro e la maniera di lavorarlo. |                 |
|          | Hay-Tau                     | Dio della vegetazione e della foresta. Ha forma di un albero. Le lacrime di Hay-Tau sono resina (tesori per i fenici che esportavano in Egitto). |                 |
|          | Hiyon                       | Dio della lavorazione delle gemme, del vetro, e del lavoro lapidario. Artigiano divino, lavoratore dell'oro e dell'argento. I suoi simboli sono le pinze e il martello. |                 |
|          | Hirhibi                     | Dio dell'estate. |                 |
|          | Iolaus                      | Semidio dell'agilità (della mente e del corpo). Eroe mortale, aiutante del dio Melkart. Patrono dei corridori, di coloro che vivono delle loro arguzie e di coloro che aiutano gli altri. |                 |
|          | Ist (Phos, Pyr, Phlox)      | Triplice dea del fuoco e della scienza domestica, portò il fuoco agli uomini. |                 |
|          | Keret                       | Eroe mortale. Re di Sidon, un figlio di El e soldato della dea Sapas, non molto coraggioso. Combatté contro il dio della Luna Terah ma perdette. Comprò una moglie costosa. Suo figlio, Danel, fu un genio. |                 |
|          | Kolpia                      | Dio del vento. Consorte di Bauu. | [ senza fonte ] |
|          | Kusor o Chusor?             | Grande dio dei marinai e degli inventori. Fratello di Hasisu, artigiano degli dei. Inventò i mezzi meccanici, la pesca sulla barca, l'architettura e la navigazione. |                 |
|          | Malakbêl                    | Dio del Sole. |                 |
|          | Latpon                      | Dio della saggezza e della magia. Figlio del dio El. Partecipò alla costruzione del tempio dedicato al dio Baal. |                 |
|          | Magos                       | Dio dell'allevamento degli animali. Patrono dei pastori e degli allevatori. Fratello di Amunos. |                 |
|          | Marqod                      | Dio delle danze e della guarigione. |                 |
|          | Mastiman                    | Dio dei morti, servo di Mot. Strangola i prescelti dal suo signore. |                 |
|          | Melkart                     | Dio della forza, dell'impegno e dell'espansione fenicia. Patrono degli esploratori e dei viaggiatori. Il suo simbolo è l'orizzonte, dove il sole incontra il mare. Indossa una pelle di leone, è il greco Eracle. |                 |
|          | Misor                       | Dio della giustizia. Fratello di Sydyk. Scoprì il sale. Padre di Tauutos. |                 |
|          | Mot                         | Dio degli inferi, della siccità e della morte. Fratello e nemico di Baal. |                 |
|          | Moloch                      | Grande dio dei disastri, delle piaghe, dei vulcani, delle regioni infernali. Era propiziato con sacrifici. Appariva come un nero minotauro con ali da pipistrello e tre occhi gialli, mentre sputava fuoco. |                 |
|          | Nikkal                      | Dea dei frutteti e sposa del dio Yarikh. |                 |
|          | Pataecians (Pataiko)        | Aiutava gli spiriti potenti del bene mandati a proteggere i fenici che navigavano. Patechus: Grande dio delle navi, della navigazione e dei viaggi oceanici. Patrono dei viaggiatori, dei naviganti e degli esploratori. I suoi servi, i Pateciani, proteggevano le navi fenicie. |                 |
|          | Pidray                      | Dea della nebbia e della foschia. Figlia di Baal. |                 |
|          | Pughat                      | Eroina mortale. Conosceva i segreti dell'astrologia. Figlia di Danel, sorella di Aqhat. |                 |
|          | Quadesh                     | Dea della luce stellare, della selva, dell'astrologia. Assistente di Anat nei sacrifici; Consorte di Resheph. Appariva come una donna giovane vestita di verde e argento. |                 |
|          | Reshef                      | Antico dio della pestilenza, assimilato in seguito al dio infero Nergal |                 |
|          | Resheph (Amurru)            | Dio dei tuoni, della selva e della musica. Assistente di Anat nei sacrifici. Consorte di Quadesh. Appariva come un giovane guerriero che portava un tridente saettante. |                 |
|          | Ruti                        | Dio dell'arte della guerra e della milizia. Figlio di El e di Asherat-del-mare. Appariva come un uomo con testa leonina. |                 |
|          | Siba'ni                     | Semidio del furto, della fortuna, e delle relazioni pericolose. Figlio di Terah e di Amat-Asherat. Sua madre restò nel deserto 7 anni per purificarsi prima della sua nascita. |                 |
|          | Samemroumos (Hypsouranious) | Dio del rifugio, delle costruzioni e dei costruttori. Fratello e rivale di Ousoos. | [ senza fonte ] |
|          | Sapas                       | Dea della luce e dell'esplorazione sotterranea. Figlia di El e di Asherat-del-mare. | [ senza fonte ] |
|          | Sasm                        | Dio associato alla magia. | [ 1 ]           |
|          | Sid                         | Dio della guarigione associato a Sardus Pater. | [ 2 ]           |
|          | Shalim e Shahar             | Gemelli divini del tramonto e dell'alba. |                 |
|          | Shamayim                    | Divinità dei cieli. |                 |
|          | Sydyk                       | Dio della giustizia. Fratello di Misor. I suoi discendenti, i Kabiri (forse i Cabeiri greci) perfezionò la navigazione, e divennero i Pateciani al servizio del dio Patechus. Appariva come un uomo con un elmo piumato, che portava una lancia. |                 |
|          | Tallay                      | Dea della pioggia e della rugiada. Figlia di Baal. |                 |
|          | Tammuz                      | (chiamato Adone dai greci); dio del raccolto, avendo imparato da Mot e Aleyin. Nato da un albero myrrh nel quale sua madre (Myrrha) l'ha trasformato. In veste mortale era un giovane bellissimo, adorato dalla dea greca Afrodite. Fu ucciso da un maiale che stava cacciando: il ruscello dove cadde fluisce rosso come il sangue ogni anno; si dice che gli anemoni sboccino per lui. |                 |
|          | Tanit                       | Dea della fertilità e della guerra, moglie di Baal-Hammon. Grande dea della luna, della maternità, della magia. Appare come una donna velata e avvolta da piume di colomba. Le colombe le erano gradite e sacre. Consorte di Baal Hammon. I suoi simboli sono una staffa sormontata da un disco e un triangolo con un cerchio al suo apice.                                              |                 |
|          | Taaut                       | Divinità maschile inventrice delle lettere e della scrittura. |                 |
|          | Technites                   | Dio dell'arte muraria, della costruzione dei mattoni e dei tetti. Patrono degli artigiani. Fratello di Geinos. |                 |
|          | Terah                       | Dio della luna calante e dei segreti. Consorte di Amat-Asherat, padre di Siba'ni. |                 |
|          | Usoos o Ousoos              | Inventore della navigazione e del vestimento con pelli di animali, fratello di Hypsouranios. Dio delle vesti, delle tinte, e del commercio. Fratello e rivale di Samemroumos. |                 |
|          | Yam                         | Dio primordiale delle profondità marine, che combatté contro Baal per il titolo di re degli dei. |                 |
|          | Yarikh                      | Dio della Luna e marito della dea Nikkal. |                 |
|          | Yatpan                      | Eroe mortale: seguace di Anat, ha ucciso Aqhat per lei. Fu assassinato da Pughat, sorella di Aqhat. |                 |

(1)
| Divinità       |
| Uomini mortali |
| -------------- |

## Creature Primordiali o Semidivine
- Aion e Protogonos: I primi mortali. Scoprirono il cibo.
- Antilebanon, antico gigante divenuto successivamente un idolo.
- Brathy, antico gigante divenuto successivamente un idolo.
- Cassius, antico gigante divenuto successivamente un idolo.
- Gala, il grande medico
- Genos e Genea:  il maschio e la femmina che fondarono la Fenicia e scoprirono la preghiera.
- Lebanon, antico gigante divenuto successivamente un idolo.